# جرج کلی (بازیکن فوتبال)
جرج کلی (انگلیسی: George Clawley; ۱۰ آوریل ۱۸۷۵ – ۱۶ ژوئیهٔ ۱۹۲۰) بازیکن فوتبال اهل پادشاهی متحد بریتانیای کبیر و ایرلند بود.
از باشگاه‌هایی که در آن بازی کرده‌است می‌توان به باشگاه فوتبال استوک سیتی، باشگاه فوتبال تاتنهام هاتسپر، باشگاه فوتبال کرو آلکساندرا، و باشگاه فوتبال ساوت‌همپتون اشاره کرد.